# جيمس إرب
جيمس إرب (بالإنجليزية: James Erb)‏ هو مخرج جوقة وملحن أمريكي، ولد في 25 يناير 1926، وتوفي في 11 نوفمبر 2014.

## وصلات خارجية
- جيمس إرب على موقع ميوزك برينز (الإنجليزية)
- جيمس إرب على موقع ديسكوغز (الإنجليزية)